# Campionati del mondo di ciclismo su pista - Corsa a punti femminile

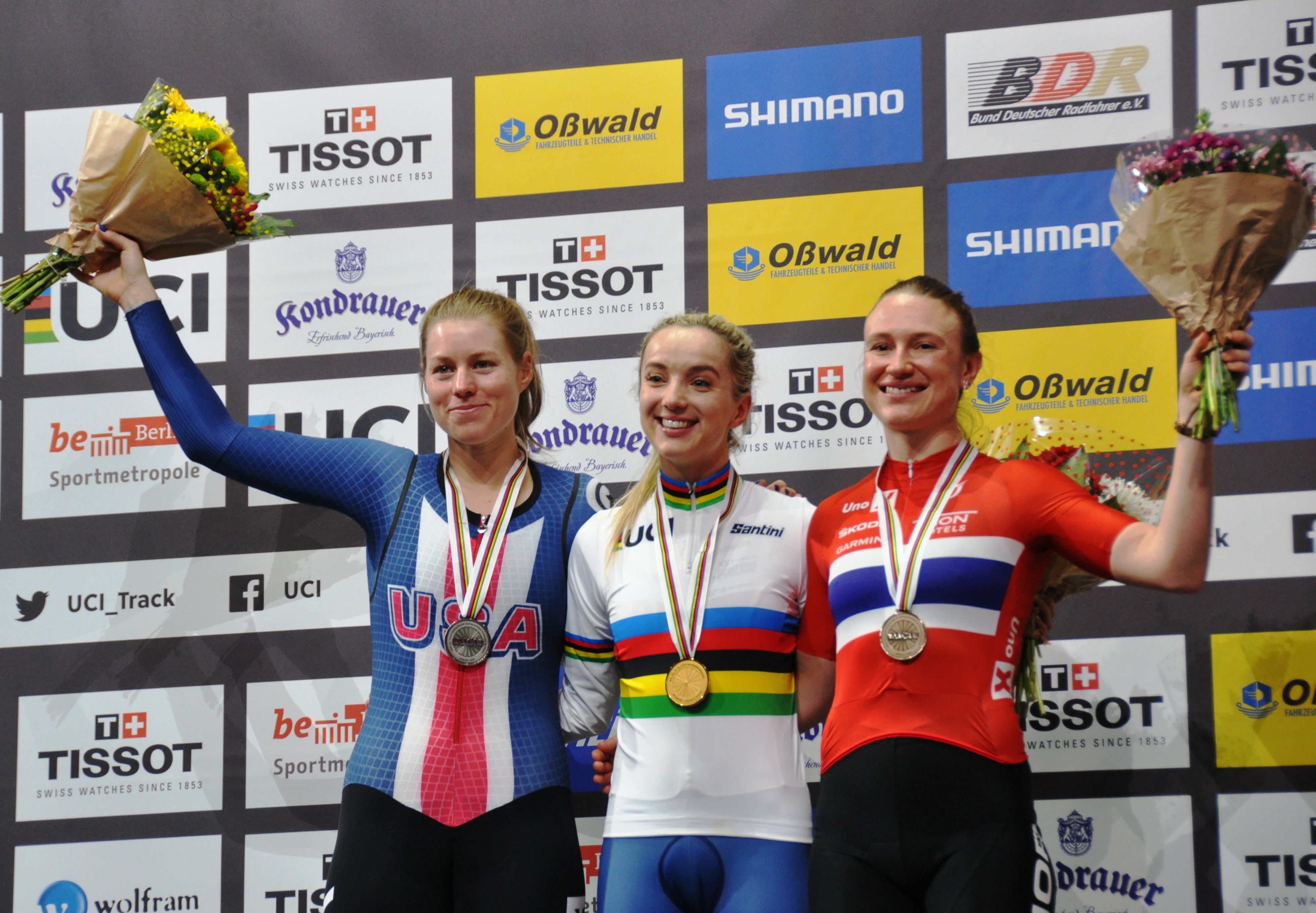
Il podio dell'edizione 2020: da sinistra Jennifer Valente, Elinor Barker, Anita Stenberg

La corsa a punti femminile è una delle prove inserite nel programma dei campionati del mondo di ciclismo su pista. Si corre dall'edizione del 1988. Le atlete più titolate sono l'olandese Ingrid Haringa e la russa Ol'ga Sljusareva, con quattro ori (consecutivi) a testa.

## Albo d'oro
Aggiornato all'edizione 2024.
| Anno | Vincitrice            | Secondo               | Terzo                 |
| ---- | --------------------- | --------------------- | --------------------- |
| 1988 | Sally Hodge           | Barbara Ganz          | Monique de Bruin      |
| 1989 | Jeannie Longo         | Barbara Ganz          | Jeannie Eickhoff      |
| 1990 | Karen Holliday        | Svetlana Samochvalova | Kristel Werckx        |
| 1991 | Ingrid Haringa        | Kristel Werckx        | Jeannie Eickhoff      |
| 1992 | Ingrid Haringa        | Barbara Ganz          | Jeannie Eickhoff      |
| 1993 | Ingrid Haringa        | Svetlana Samochvalova | Jessica Grieco        |
| 1994 | Ingrid Haringa        | Svetlana Samochvalova | Ljudmila Haražanskaja |
| 1995 | Svetlana Samochvalova | Nada Cristofoli       | Nathalie Even-Lancien |
| 1996 | Svetlana Samochvalova | Jeannie Quigley       | Gul'nara Fatkulina    |
| 1997 | Natal'ja Karimova     | Teodora Ruano         | Belem Guerrero        |
| 1998 | Teodora Ruano         | Belem Guerrero        | Ol'ga Sljusareva      |
| 1999 | Marion Clignet        | Judith Arndt          | Sarah Ulmer           |
| 2000 | Marion Clignet        | Judith Arndt          | Ol'ga Sljusareva      |
| 2001 | Ol'ga Sljusareva      | Katherine Bates       | Belem Guerrero        |
| 2002 | Ol'ga Sljusareva      | Lada Kozlíková        | Vera Carrara          |
| 2003 | Ol'ga Sljusareva      | Edita Kubelskienė     | Yoanka González       |
| 2004 | Ol'ga Sljusareva      | Vera Carrara          | Belem Guerrero        |
| 2005 | Vera Carrara          | Ol'ga Sljusareva      | Katherine Bates       |
| 2006 | Vera Carrara          | Ol'ga Sljusareva      | Gema Pascual          |
| 2007 | Katherine Bates       | Mie Bekker Lakota     | Catherine Cheatley    |
| 2008 | Marianne Vos          | Trine Schmidt         | Vera Carrara          |
| 2009 | Giorgia Bronzini      | Yumari González       | Elizabeth Armitstead  |
| 2010 | Tara Whitten          | Lauren Ellis          | Taccjana Šarakova     |
| 2011 | Taccjana Šarakova     | Jarmila Machačová     | Giorgia Bronzini      |
| 2012 | Anastasija Čulkova    | Jasmin Glaesser       | Caroline Ryan         |
| 2013 | Jarmila Machačová     | Sofía Arreola         | Giorgia Bronzini      |
| 2014 | Amy Cure              | Stephanie Pohl        | Jasmin Glaesser       |
| 2015 | Stephanie Pohl        | Minami Uwano          | Kimberly Geist        |
| 2016 | Katarzyna Pawłowska   | Jasmin Glaesser       | Arlenis Sierra        |
| 2017 | Elinor Barker         | Sarah Hammer          | Kirsten Wild          |
| 2018 | Kirsten Wild          | Jennifer Valente      | Jasmin Duehring       |
| 2019 | Alexandra Manly       | Lydia Boylan          | Kirsten Wild          |
| 2020 | Elinor Barker         | Jennifer Valente      | Anita Stenberg        |
| 2021 | Lotte Kopecky         | Katie Archibald       | Kirsten Wild          |
| 2022 | Neah Evans            | Julie Leth            | Jennifer Valente      |
| 2023 | Lotte Kopecky         | Georgia Baker         | Tsuyaka Uchino        |
| 2024 | Julie Leth            | Lotte Kopecky         | Lara Gillespie        |

## Medagliere
| Pos.   | Nazione       | Oro | Argento | Bronzo | Totale |
| ------ | ------------- | --- | ------- | ------ | ------ |
| 1      | Russia        | 8   | 5       | 3      | 16     |
| 2      | Paesi Bassi   | 6   | 0       | 4      | 10     |
| 3      | Gran Bretagna | 4   | 1       | 1      | 6      |
| 4      | Italia        | 3   | 2       | 4      | 9      |
| 5      | Australia     | 3   | 2       | 1      | 6      |
| 6      | Francia       | 3   | 0       | 1      | 4      |
| 7      | Belgio        | 2   | 2       | 1      | 5      |
| 8      | Germania      | 1   | 3       | 0      | 4      |
| 8      | Danimarca     | 1   | 3       | 0      | 4      |
| 10     | Canada        | 1   | 2       | 2      | 5      |
| 11     | Rep. Ceca     | 1   | 2       | 0      | 3      |
| 12     | Nuova Zelanda | 1   | 1       | 2      | 4      |
| 13     | Spagna        | 1   | 1       | 1      | 3      |
| 14     | Bielorussia   | 1   | 0       | 2      | 3      |
| 15     | Polonia       | 1   | 0       | 0      | 1      |
| 16     | Stati Uniti   | 0   | 4       | 6      | 10     |
| 17     | Svizzera      | 0   | 3       | 0      | 3      |
| 18     | Messico       | 0   | 2       | 3      | 5      |
| 19     | Cuba          | 0   | 1       | 2      | 3      |
| 19     | Irlanda       | 0   | 1       | 2      | 3      |
| 21     | Giappone      | 0   | 1       | 1      | 2      |
| 22     | Lituania      | 0   | 1       | 0      | 1      |
| 23     | Norvegia      | 0   | 0       | 1      | 1      |
| Totale | Totale        | 37  | 37      | 37     | 111    |

| Pos. | Atleta                | Oro | Argento | Bronzo | Totale |
| ---- | --------------------- | --- | ------- | ------ | ------ |
| 1    | Ol'ga Sljusareva      | 4   | 2       | 2      | 8      |
| 2    | Ingrid Haringa        | 4   | 0       | 0      | 4      |
| 3    | Svetlana Samochvalova | 2   | 3       | 0      | 5      |
| 4    | Vera Carrara          | 2   | 1       | 2      | 5      |
| 5    | Lotte Kopecky         | 2   | 1       | 0      | 3      |
| 6    | Marion Clignet        | 2   | 0       | 0      | 2      |
| 6    | Elinor Barker         | 2   | 0       | 0      | 2      |
| 8    | Katherine Bates       | 1   | 1       | 2      | 4      |
| 9    | Jarmila Machačová     | 1   | 1       | 0      | 2      |
| 9    | Stephanie Pohl        | 1   | 1       | 0      | 2      |
| 9    | Teodora Ruano         | 1   | 1       | 0      | 2      |
| 9    | Julie Leth            | 1   | 1       | 0      | 2      |